# Eustatismo
L'eustatismo, in geologia, è il fenomeno di innalzamento o abbassamento a scala globale del livello medio dei mari, non dipendente cioè da fenomeni locali quali la subsidenza. Lungo le coste esso causa indietreggiamenti e avanzamenti del mare rispetto alla costa.
Le cause possono essere diverse. L'unica accertata è il fenomeno delle glaciazioni e dei disgeli (deglaciazioni) che comportano variazioni di volume dell'acqua con il successivo abbassamento o innalzamento del livello marino.
L'esempio della Glaciazione Würm è chiaro: durante questo periodo la massa di acque marine evaporate e progressivamente congelate sui continenti fece abbassare il livello dei mari di circa 120 metri. A questo eustatismo glaciale, possono sommarsi gli effetti dell'eustatismo termico: il raffreddamento delle acque marine provoca la loro contrazione in proporzioni considerevoli, giacché 1 grado Celsius in più o in meno della temperatura media dei mari provoca, rispettivamente, una elevazione o un abbassamento di 2 metri del loro livello generale.
Esiste anche un eustatismo tettonico, dovuto alle deformazioni delle conche oceaniche come conseguenza del fenomeno geofisico del movimento delle placche tettoniche. Così per esempio l'elevazione di una catena montuosa sottomarina sposta un volume corrispondente di acqua a livelli superiori a quelli precedenti.